# Halsalm
Die Halsalm ist eine Alm in der Gemarkung Forst Hintersee in Ramsau bei Berchtesgaden.
Der Doppelkaser der Halsalm steht unter Denkmalschutz und ist unter der Nummer D-1-72-129-66 in die Bayerische Denkmalliste eingetragen.

## Baubeschreibung
Beim Doppelkaser der Halsalm handelt es sich um einen eingeschossigen, überkämmten Blockbau über einem Bruchsteinsockel mit einem legschindelgedeckten Flachsatteldach. Die Firstpfette ist bezeichnet mit dem Jahr 1896.

## Heutige Nutzung
Die Alm wird heute noch vom Bauern des Lacklehens in der Ramsau landwirtschaftlich genutzt. Die Kühe werden nach einem Aufenthalt auf der Kallbrunnalm erst im Spätsommer auf die Halsalm getrieben, von wo aus Anfang Oktober der Almabtrieb erfolgt. Die Alm ist ab etwa Mitte Juni bewirtet.

## Lage
Die Halsalm liegt oberhalb des Hintersees an den östlichen Ausläufern der Reiter Alm auf einer Höhe von 1210 m ü. NN nördlich unter dem Halskopf.